# Albert Hill
Albert George Hill (ur. 24 marca 1889 w Londynie, zm. 8 stycznia 1969 w London w Kanadzie) – brytyjski lekkoatleta średniodystansowiec, dwukrotny mistrz olimpijski.

## Przebieg kariery
Urodził się w Tooting, przedmieściu Londynu. Zaczął karierę biegacza od biegów długich, gdy zdobył mistrzostwo Amateur Athletic Association na 4 mile w 1910. W 1914 zajął 2. miejsce w tych mistrzostwach w biegu na 880 jardów. Potem służył w armii brytyjskiej podczas I wojny światowej. Po powrocie z wojny Hill skoncentrował się na biegach średnich. Trenowany przez Sama Mussabiniego wygrał biegi na 880 jardów i na 1 milę na mistrzostwach AAA w 1919.
Miał problemy z zakwalifikowaniem się do reprezentacji Wielkiej Brytanii na Igrzyska Olimpijskie w 1920 w Antwerpii, ponieważ uważano, że w wieku 31 lat jest za stary. Wystąpił jednak na tych Igrzyskach, wygrywając zarówno bieg na 800 metrów, jak i 1500 metrów i zdobywając srebrny medal w drużynowym biegu na 3000 metrów. Wkrótce potem zakończył karierę sportowca i został trenerem.
Po II wojnie światowej wyemigrował do Kanady, gdzie zmarł.

## Rekordy życiowe
źródło:
- 800 m – 1:53,4 s. (1920)
- 1000 y – 2:15,0 s. (1920)
- 1500 m – 4:01,8 s. (1920)
- 1 mila – 4:13,8 s. (1921)
- 3 mile – 14:48,8 s. (1913)
- 4 mile – 20:00,6 s. (1910)